# Фе-ла-Шапель
Фе-ла-Шапе́ль (фр. Fays-la-Chapelle) — коммуна во Франции, находится в регионе Шампань — Арденны. Департамент — Об. Входит в состав кантона Буйи. Округ коммуны — Труа.
Код INSEE коммуны — 10147.
Коммуна расположена приблизительно в 150 км к юго-востоку от Парижа, в 100 км южнее Шалон-ан-Шампани, в 19 км к югу от Труа.

## Население
Население коммуны на 2008 год составляло 152 человека.
| 1962 | 1968 | 1975 | 1982 | 1990 | 1999 | 2008 |
| ---- | ---- | ---- | ---- | ---- | ---- | ---- |
| 163  | 173  | 145  | 146  | 133  | 143  | 152  |

## Экономика

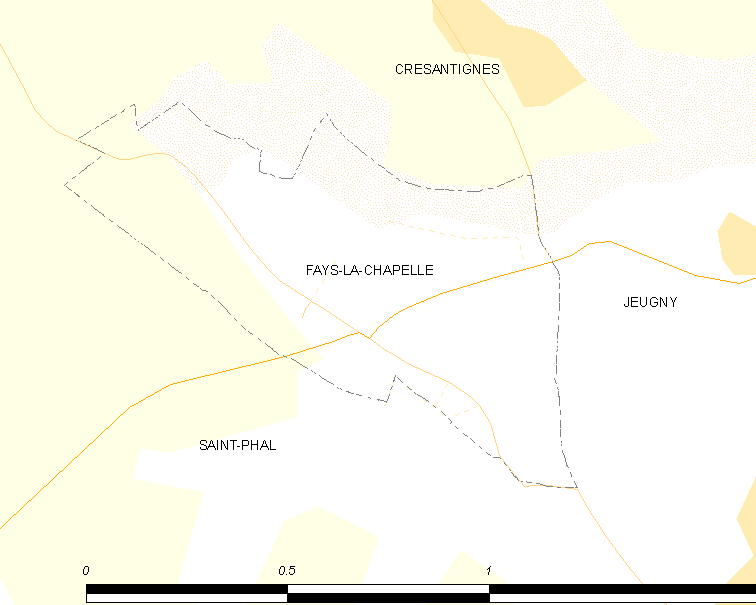
Карта коммуны

В 2007 году среди 88 человек в трудоспособном возрасте (15—64 лет) 71 были экономически активными, 17 — неактивными (показатель активности — 80,7 %, в 1999 году было 81,2 %). Из 71 активных работали 62 человека (34 мужчины и 28 женщин), безработных было 9 (1 мужчина и 8 женщин). Среди 17 неактивных 9 человек были учениками или студентами, 4 — пенсионерами, 4 были неактивными по другим причинам.